# Pukasavilivili
Pukasavilivili é uma ilha do atol de Funafuti, de Tuvalu. Tepuka Vili Vili faz parte da Área de Conservação de Funafuti, criada em 1996 com o objetivo de preservar a fauna e a flora naturais da região.
Tepuka Vili Vili foi devastada pelo Cyclone Meli em 1979, com toda a sua vegetação e a maior parte de sua areia varrida durante o ciclone.
Te Ava Kum Kum é a passagem pelo atol de Funafuti da orla ocidental, ao sul de Te Ava Tepuka Vili, entre as ilhotas de Tepuka Vili Vili ao norte e Fualopa imediatamente ao sul.